# 会津本郷駅
会津本郷駅（あいづほんごうえき）は、福島県会津若松市北会津町上米塚（かみよねづか）にある、東日本旅客鉄道（JR東日本）只見線の駅である。

## 歴史
大正時代末期、西若松駅と会津高田駅の間に計画されたこの駅は駅舎が旧北会津村に予定されたため、当時の本郷町市街から1,500メートルも離れており、会津本郷焼などの出荷にも大きな影響があるとして何度も計画変更を申し入れたが叶わず、駅名を会津本郷駅にすることで涙をのみ決着したという。

### 年表
- 1926年（大正15年）10月15日：一般駅として開業[1][3]。
- 1971年（昭和46年）8月29日：貨物取り扱い廃止[3]。
- 1984年（昭和59年）3月1日：荷物の取り扱いを廃止[3]。駅無人化[2]。
- 1987年（昭和62年）4月1日：国鉄分割民営化により、JR東日本の駅となる[4][3]。

## 駅構造
単式ホーム1面1線をもち、列車同士の行き違いができない地上駅である。かつては、相対式ホーム2面2線を有していたが、現在線路は撤去されている。さらに、開業当初は阿賀川からのバラスト採取専用の引込み線があったため、現状にそぐわないほどの広大な構内があり、名残として西若松方向400メートル付近から分岐していた路盤と橋梁跡がわずかに残されている。北側の構内の一部には太陽光発電のパネルが設置されて、有効活用されている。
会津若松駅管理の無人駅である。かつては、木造の駅舎があったが、待合所に立て替えられた。

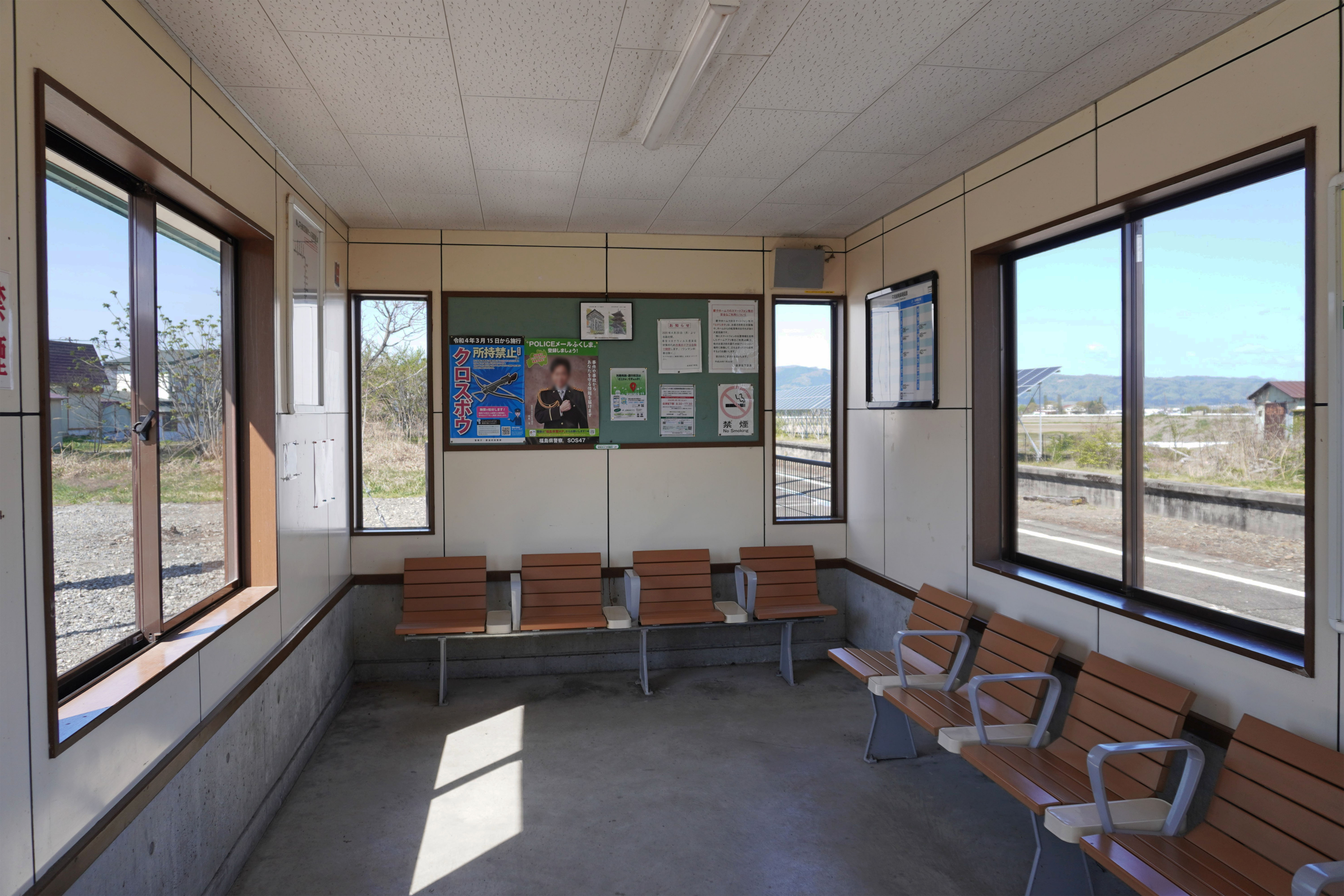
待合室（2023年4月）
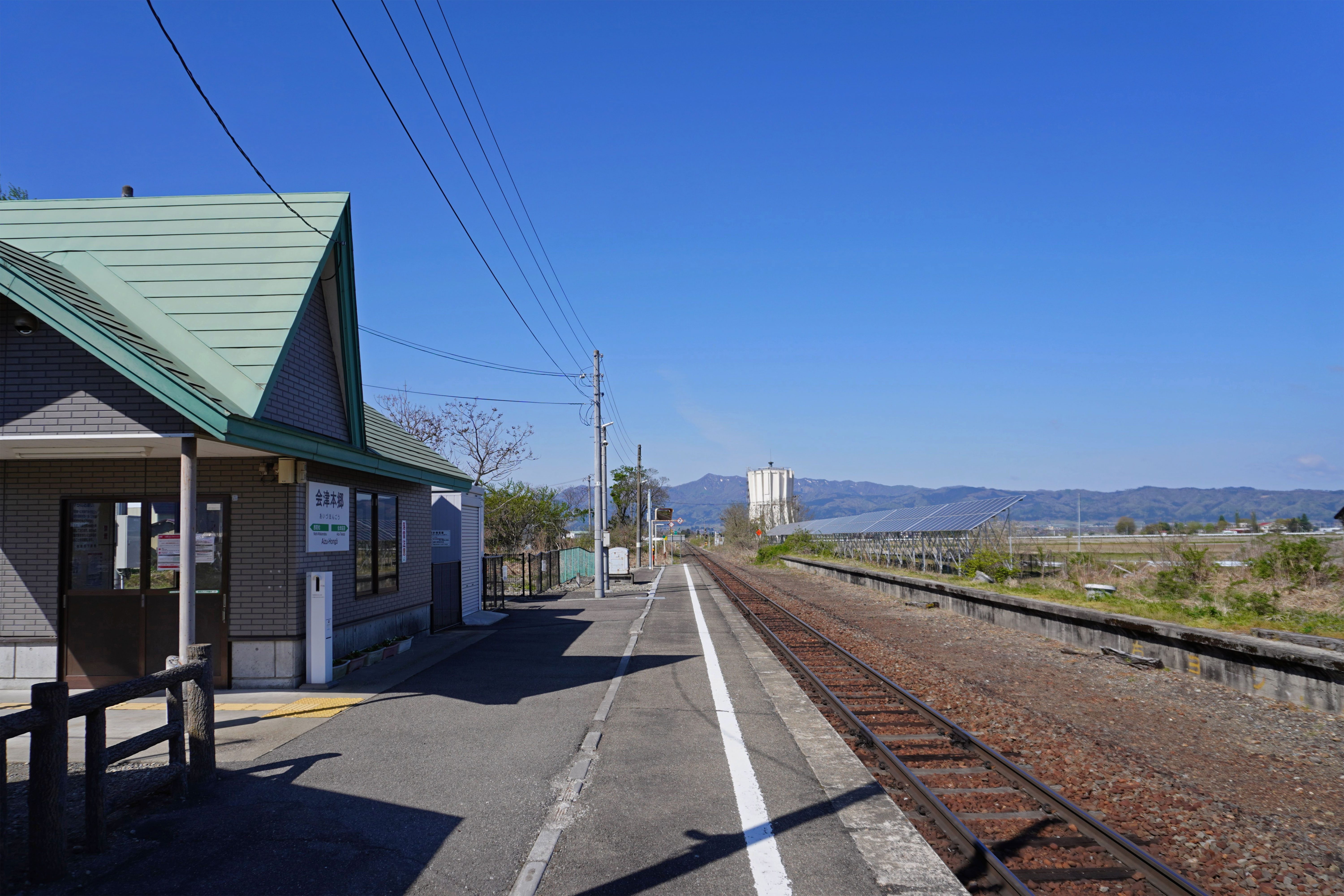
ホーム（2023年4月）

## 利用状況
「福島県統計年鑑」によると、2000年度（平成12年度）- 2004年度（平成16年度）の1日平均乗車人員の推移は以下のとおりであった。
| 乗車人員推移       | 乗車人員推移     | 乗車人員推移 |
| 年度               | 1日平均 乗車人員 | 出典         |
| ------------------ | ---------------- | ------------ |
| 2000年（平成12年） | 58               | [ 5 ]        |
| 2001年（平成13年） | 58               | [ 6 ]        |
| 2002年（平成14年） | 58               | [ 7 ]        |
| 2003年（平成15年） | 52               | [ 8 ]        |
| 2004年（平成16年） | 49               | [ 9 ]        |

## 駅周辺
会津本郷焼の窯元が多数所在する会津美里町本郷地区の最寄駅である。駅は会津若松市との境界線付近にありぎりぎりで会津若松市に入っている。2004年に会津若松市に編入されるまで当駅の所在地は北会津村となっていた。
- 会津碍子
- 泉現寺 - 地蔵尊。殿様に仏罰をあたえたとの伝説が残る
- 福島県道128号会津若松会津高田線
- 福島県道130号会津高田会津本郷線
- 福島県道219号会津本郷停車場上米塚線

## 隣の駅
東日本旅客鉄道（JR東日本）
■只見線
西若松駅 - 会津本郷駅 - 会津高田駅